# Young-Holt Unlimited
Young-Holt Unlimited war ein US-amerikanisches Instrumental-Soul-Jazz-Duo der späten 1960er Jahre, das aus dem Ramsey Lewis Trio hervorgegangen ist. Ihr größter Hit war das Instrumentalstück Soulful Strut von 1968.

## Bandgeschichte
Bis 1966 bildeten der Jazz-Bassist Eldee Young und der Schlagzeuger Redd Holt zusammen mit dem Jazz-Pianisten Ramsey Lewis das „Ramsey Lewis Trio“. Dann trennten sie sich von Lewis und machten zusammen mit dem Pianisten Don Walker als „Young Holt Trio“ weiter. Mit dem Titel Wack Wack von ihrem gleichnamigen Debütalbum hatten sie 1967 einen Top-40-Hit in den US-Charts. Später nannte sich die Formation „The Young Holt“ und ab 1968, nachdem Walker durch Ken Chaney ersetzt worden war, „Young-Holt Unlimited“.
Der Instrumentaltitel Soulful Strut ist das bekannteste Lied des Duos. Es erreichte im Jahr 1968 Platz 3 der US-Singlecharts und war ein Millionenseller (Goldstatus). Das zugehörige Album kam in den Billboard 200 ebenfalls in die Top 10. Das Instrumentalstück ist auch die Basis für Am I the Same Girl von Barbara Acklin, das Klavier ersetzte den Gesang. Geschrieben hatten ihn Eugene Record und William Sanders. Acklin veröffentlichte ihr Lied erst ein Jahr später und hatte damit noch einen kleineren Hit in den USA (Platz 79), Dusty Springfield brachte es im selben Jahr mit einer Coverversion in die UK-Charts (Platz 43). Swing Out Sister kamen mit dem Lied 1992 international erneut in die Hitparaden, unter anderem in Deutschland auf Platz 53. 1998 wurde das Instrumental von Young-Holt Unlimited im Film Ein Zwilling kommt selten allein verwendet.
Young-Holt Unlimited löste sich nach nachlassendem Erfolg im Jahr 1974 auf. 1983 schlossen sich Holt und Young wieder mit Ramsey Lewis zusammen.

## Diskografie

### Studioalben
| Jahr | Titel Musiklabel Katalog-Nr.   | Höchstplatzierung, Gesamtwochen, AuszeichnungChartplatzierungen (Jahr, Titel, Musiklabel Katalog-Nr., Platzierungen, Wochen, Auszeichnungen, Anmerkungen) | Höchstplatzierung, Gesamtwochen, AuszeichnungChartplatzierungen (Jahr, Titel, Musiklabel Katalog-Nr., Platzierungen, Wochen, Auszeichnungen, Anmerkungen) | Anmerkungen                                                                                |
| Jahr | Titel Musiklabel Katalog-Nr.   | US | R&B | Anmerkungen                                                                                |
| ---- | ------------------------------ | --- | --- | ------------------------------------------------------------------------------------------ |
| 1967 | Wack Wack Brunswick 754121     | US132 (6 Wo.)US | R&B10 (10 Wo.)R&B | Erstveröffentlichung: Januar 1967 als Young Holt Trio; Produzent: Carl Davis               |
| 1969 | Soulful Strut Brunswick 754144 | US9 (30 Wo.)US | R&B2 (27 Wo.)R&B | Erstveröffentlichung: Dezember 1968 Produzenten: Carl Davis, Eugene Record                 |
| 1969 | Just a Melody Brunswick 754150 | US185 (6 Wo.)US | — | Erstveröffentlichung: August 1969 Produzenten: Carl Davis, Eugene Record, Willie Henderson |

Weitere Studioalben
- 1967: Feature Spot (als The Young Holt)
- 1967: The Beat Goes On
- 1968: Funky But!
- 1970: Mellow Dreamin’
- 1971: Born Again
- 1973: Oh, Girl
- 1973: Plays Super Fly

### Livealben
- 1967: On Stage
- 1968: Live at the Bohemian Caverns

### Kompilationen
- 1986: Wack Wack
- 1995: The Best of Young-Holt Unlimited (Brunswick)
- 2004: The Best of Young-Holt Unlimited (Collectables)
- 2005: The Definitive

### Singles
| Jahr | Titel Album                     | Höchstplatzierung, Gesamtwochen, AuszeichnungChartplatzierungen (Jahr, Titel, Album, Platzierungen, Wochen, Auszeichnungen, Anmerkungen) | Höchstplatzierung, Gesamtwochen, AuszeichnungChartplatzierungen (Jahr, Titel, Album, Platzierungen, Wochen, Auszeichnungen, Anmerkungen) | Anmerkungen |
| Jahr | Titel Album                     | US | R&B | Anmerkungen |
| ---- | ------------------------------- | --- | --- | --- |
| 1966 | Wack Wack                       | US40 (8 Wo.)US | R&B12 (9 Wo.)R&B | Erstveröffentlichung: November 1966 als Young Holt Trio Autoren: Eldee Young, Hysear Don Walker, Isaac Red Holt                                                     |
| 1968 | Soulful Strut                   | US3 Gold · (13 Wo.)US | R&B3 (13 Wo.)R&B | Erstveröffentlichung: Oktober 1968 Instrumental-Track wurde 1969 als Basis für Barbara Acklins Am I the Same Girl verwendet Autoren: Eugene Record, William Sanders |
| 1969 | Who’s Making Love Soulful Strut | US57 (4 Wo.)US | — | Erstveröffentlichung: Februar 1969 Autoren: Don Davis, Homer Banks, Bettye Crutcher, Raymond Jackson Original: Johnnie Taylor, 1968                                 |
| 1969 | Just a Melody                   | — | R&B49 (3 Wo.)R&B | Erstveröffentlichung: Mai 1969 Autoren: Carl Davis, Eugene Record                                                                                                   |

Weitere Singles
- 1967: Ain’t There Something That Money Can’t Buy
- 1967: The Beat Goes On
- 1967: Yon Gimme Thum
- 1968: Give It Up
- 1969: Young and Holtful
- 1969: Straight Ahead
- 1969: Horoscope
- 1970: Mellow Dreaming
- 1971: Luv-Bugg
- 1971: Hot Pants
- 1972: Oh Girl
- 1973: Super Fly
- 1973: Could It Be I’m Falling in Love